# Teton County, Wyoming
Teton County är ett administrativt område i delstaten Wyoming, USA, med 21 294 invånare vid 2010 års folkräkning. Den administrativa huvudorten (county seat) och största staden är Jackson. 
Teton County omfattar bland annat dalen Jackson Hole och vintersportorten Jackson Hole Mountain Resort. Grand Teton National Park samt delar av Yellowstone National Park ligger också i countyt. 
Genom sin roll som exklusivt turist- och rekreationsområde avviker countyt avsevärt från övriga Wyoming i fråga om medelinkomst och politik: Countyt hade 2009 den högsta årsmedelinkomsten per capita av alla countyn i USA, 132 728 dollar, att jämföra med Manhattan (New York County) som hade den näst högsta, 120 790 dollar. Sedan 1992 har countyt i alla presidentval utom 2000 röstat för Demokraternas kandidat, trots att delstaten Wyoming i övrigt är ett av Republikanernas starkaste fästen.

## Geografi

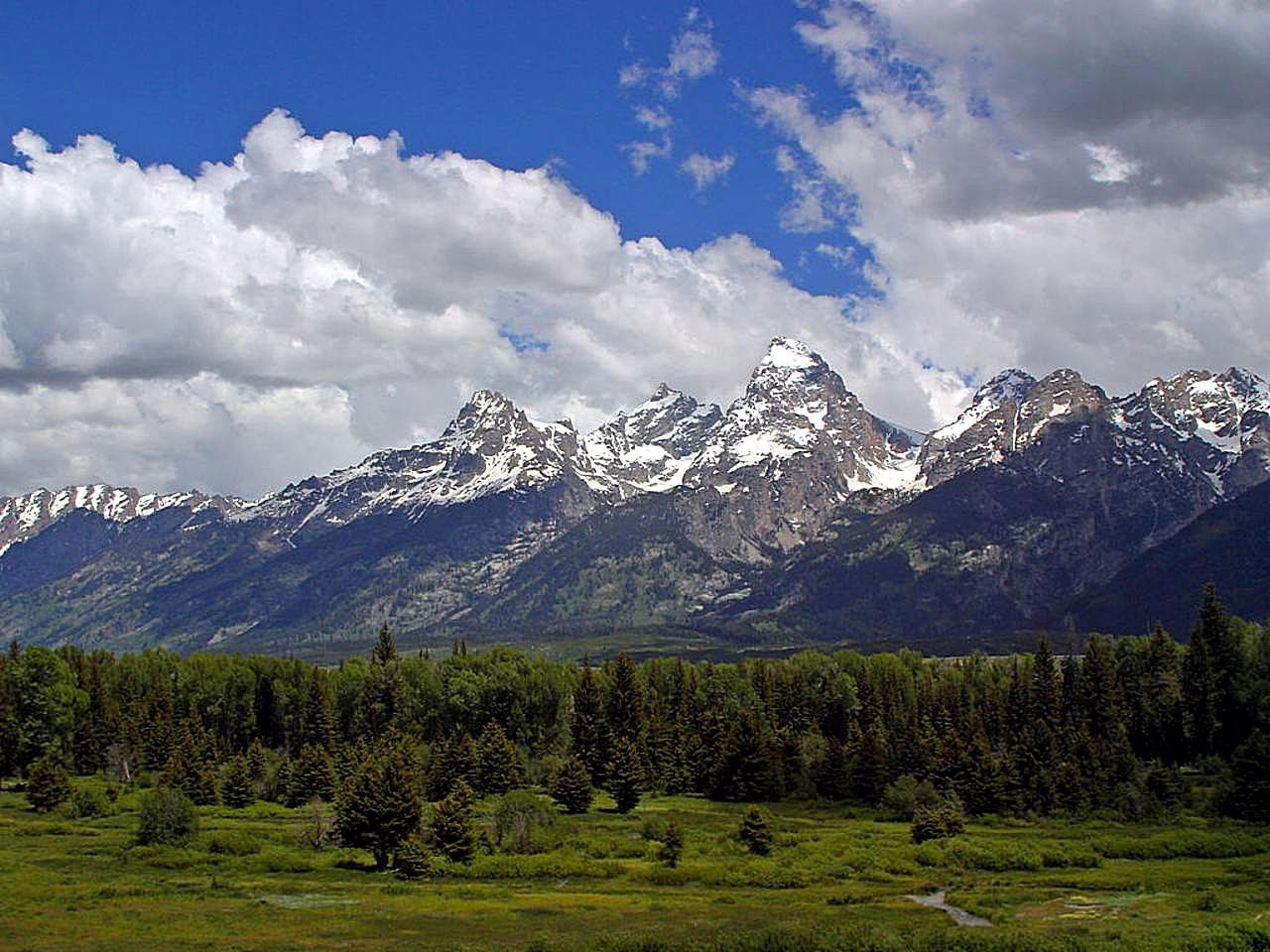
Grand Teton National Park

Enligt United States Census Bureau har countyt en total area på 10 935 km², varav 10 381 km² land och 554 km² vatten. 

### Angränsande countyn
- Park County - nord
- Fremont County - öst
- Sublette County - sydöst
- Lincoln County - syd
- Bonneville County, Idaho - sydväst
- Teton County, Idaho - sydväst
- Fremont County, Idaho - väst
- Gallatin County, Montana - nordväst

## Orter
Bosatta invånare vid 2010 års federala folkräkning anges inom parentes. Många av orterna har även en betydande säsongsturism.

### Städer
Följande orter har kommunalt självstyre:
- Jackson (huvudort, 9 577 invånare)

### Census-designated places
Följande orter administreras direkt som del av Teton County:
- Alta (394)
- Hoback (1 176)
- Kelly (138)
- Moose Wilson Road (1 821), med Moose
- Rafter J Ranch (1 075)
- South Park (1 731)
- Teton Village (330)
- Wilson (1 482)

### Mindre orter
- Moran
- Colter Bay

## Historia
Countyt bildades 1921 genom avstyckning från Lincoln County, vilket då krävde en lagändring eftersom området formellt inte uppfyllde kraven för att få bilda ett självständigt county. Anledningen till undantaget var att området låg för avlägset från den dåvarande centralorten Kemmerer.